# Imanghali Tasmaghambetow

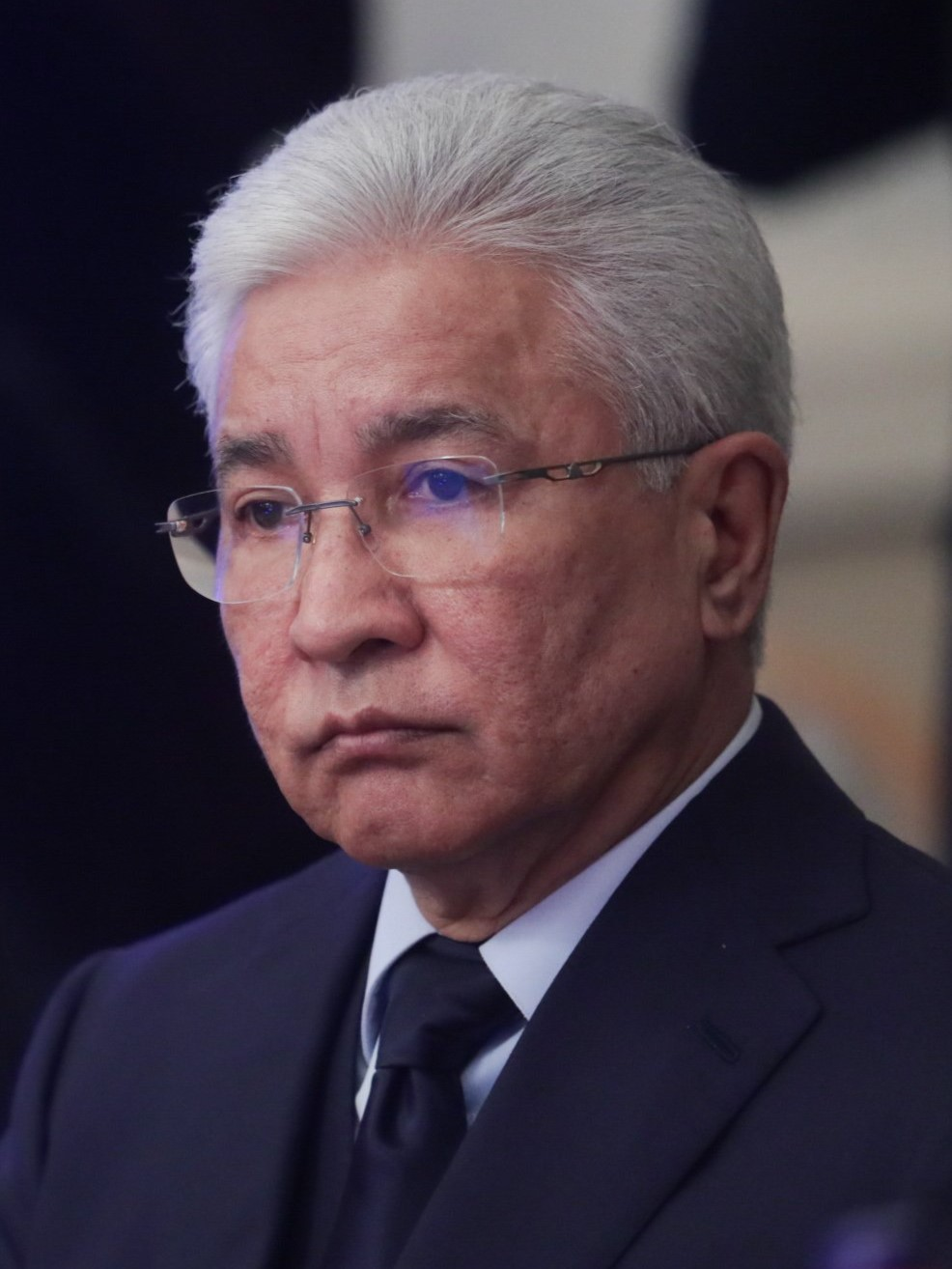
Imanghali Tasmaghambetow (2023)

Imanghali Nurghaliuly Tasmaghambetow (kasachisch Иманғали Нұрғалиұлы Тасмағамбетов İmаnğаli Nūrğаliūly Таsmаğаmbеtоv; russisch Имангали Нургалиевич Тасмагамбетов/Imangali Nurgalijewitsch Tasmagambetow; * 9. Dezember 1956 in Nowobogat, Oblast Gurjew, Kasachische SSR) ist ein kasachischer Politiker. Von 2002 bis 2003 war er Premierminister seines Landes.

## Leben

### Ausbildung und frühe Jahre
Tasmaghambetow wurde 1956 im Ort Nowobogat (heute: Chamit Jerghalijew) im heutigen Audan Isatai geboren. Nach einem Geografiestudium am Pädagogischen Puschkin-Institut in Uralsk arbeitete er zunächst als Lehrer an einer Sekundarschule in Machambet. Zu dieser Zeit trat Tasmaghambetow auch dem Komsomol, der Jugendorganisation der KPdSU, bei. Hier war er in den folgenden vier Jahren zuerst Leiter der Organisationsabteilung des Bezirkskomitees des Rajon Machambet und anschließend in leitender Stellung beim Regionalkomitee der Oblast Gurjew. Zwischen 1983 und 1985 war er Erster Sekretär des Komsomol-Stadtkomitees in Gurjew und anschließend Leiter der Organisationsabteilung des Stadtkomitees der Kommunistischen Partei Kasachstans.

### Politische Ämter in Kasachstan
Nach der Unabhängigkeit Kasachstans von der Sowjetunion, übte er in den 1990er Jahren wechselnde Tätigkeiten als Minister und Berater des Präsidenten Nursultan Nasarbajew aus. So war er von September 1991 bis August 1993 Vorsitzender des Staatskomitees für Jugendangelegenheiten und danach bis März 1995 Assistent des Präsidenten. Anschließend wurde Tasmaghambetow stellvertretender Premierminister und ab März 1997 zusätzlich auch Minister für Bildung und Kultur.
Am 28. Januar 2002 wurde er von Nasarbajew als Nachfolger von Qassym-Schomart Toqajew als Premierminister Kasachstans vorgeschlagen. Während seiner Amtszeit trat Tasmaghambetow vor allem in Wirtschaftsfragen stark nationalistisch auf. Sein Verhältnis zu westlichen Ölkonzernen, die an der Erschließung von Vorkommen in Kasachstan beteiligt sind, war schwierig. Am 11. Juni 2003 trat Tasmaghambetow überraschend als Premierminister zurück. Als Grund für diesem Schritt nannte er seinen Widerstand gegen ein umstrittenes Gesetz zur Landreform, dass die Privatisierung von Land genehmige und nach Ansicht von Kritikern überwiegend die Reichen begünstigen würde. Außerdem behauptete er, dass das Ergebnis einer Vertrauensabstimmung im kasachischen Parlament im Mai gefälscht worden sei, um die Unterstützung des Parlaments für den Plan der Regierung zur Landprivatisierung zu zeigen. Mitglieder des Parlaments hingegen wiesen seine Anschuldigungen zurück. Nach seinem Rücktritt wurde er von Nasarbajew weiterhin mit hochrangigen Positionen betraut, so machte er ihn zum Staatssekretär. 
Vom 9. Dezember 2004 bis zum 3. April 2008 war Tasmaghambetow Bürgermeister der früheren kasachischen Hauptstadt Almaty. Während seiner Amtszeit geriet er 2006 in die Kritik nachdem er den Abriss aller illegal errichteten Häuser im Mikrobezirk Schangyraq im Norden der Stadt angeordnet hatte. Der Versuch der Behörden stieß bei den Bewohnern auf heftigen Widerstand, es kam teilweise zu Protesten und Unruhen, bei denen der Rücktritt Tasmaghambetows gefordert wurde. Am 14. Juli 2006 kam es zu den schwersten Unruhen in Schangyraq, bei denen ein Polizist getötet und Dutzende Weitere verletzt wurden.
Am 4. April 2008 wurde er zum Bürgermeister der kasachischen Hauptstadt Astana ernannt.
Am 22. Oktober 2014 wurde er Verteidigungsminister Kasachstans. Diesen Posten hatte er rund zwei Jahre inne, bevor er am 13. September 2016 im Kabinett Saghyntajew zum stellvertretenden Premierminister ernannt wurde. Am 3. Februar 2017 wurde Tasmaghambetow vom Posten des stellvertretenden Premierministers entlassen und stattdessen zum kasachischen Botschafter in Russland ernannt. Tasmaghambetow galt schon länger als einflussreicher und möglicher Nachfolger des autoritären Präsidenten Nursultan Nasarbajew, der sich auch in der kasachischen Öffentlichkeit großer Beliebtheit erfreute, vor allem in den ölreichen Regionen im Westen des Landes. Dieser Schritt wurde als Zeichen dafür gewertet, dass Nasarbajew ihn als potentiellen Nachfolger fallen ließ. Die Ernennung hochrangiger kasachischer Beamter auf diplomatische Posten ist laut Beobachtern meist ein Zeichen dafür, dass sie beim Präsidenten in Ungnade gefallen sind. Die Schwächung seiner Position spielte stattdessen anderen potenziellen Nachfolgern und Verwandten Nasarbajews in die Hände. Dies waren etwa Darigha Nasarbajewa, die Tochter Nasarbajews und zu diesem Zeitpunkt Abgeordnete der Mäschilis, und Samat Äbisch, der Neffe Nasarbajews und stellvertretender Chef des Staatssicherheitsdienstes. Im Dezember 2019 wurde er von Präsident Qassym-Schomart Toqajew von seinem Botschafterposten entlassen und in den Ruhestand versetzt.

### Generalsekretär der OVKS

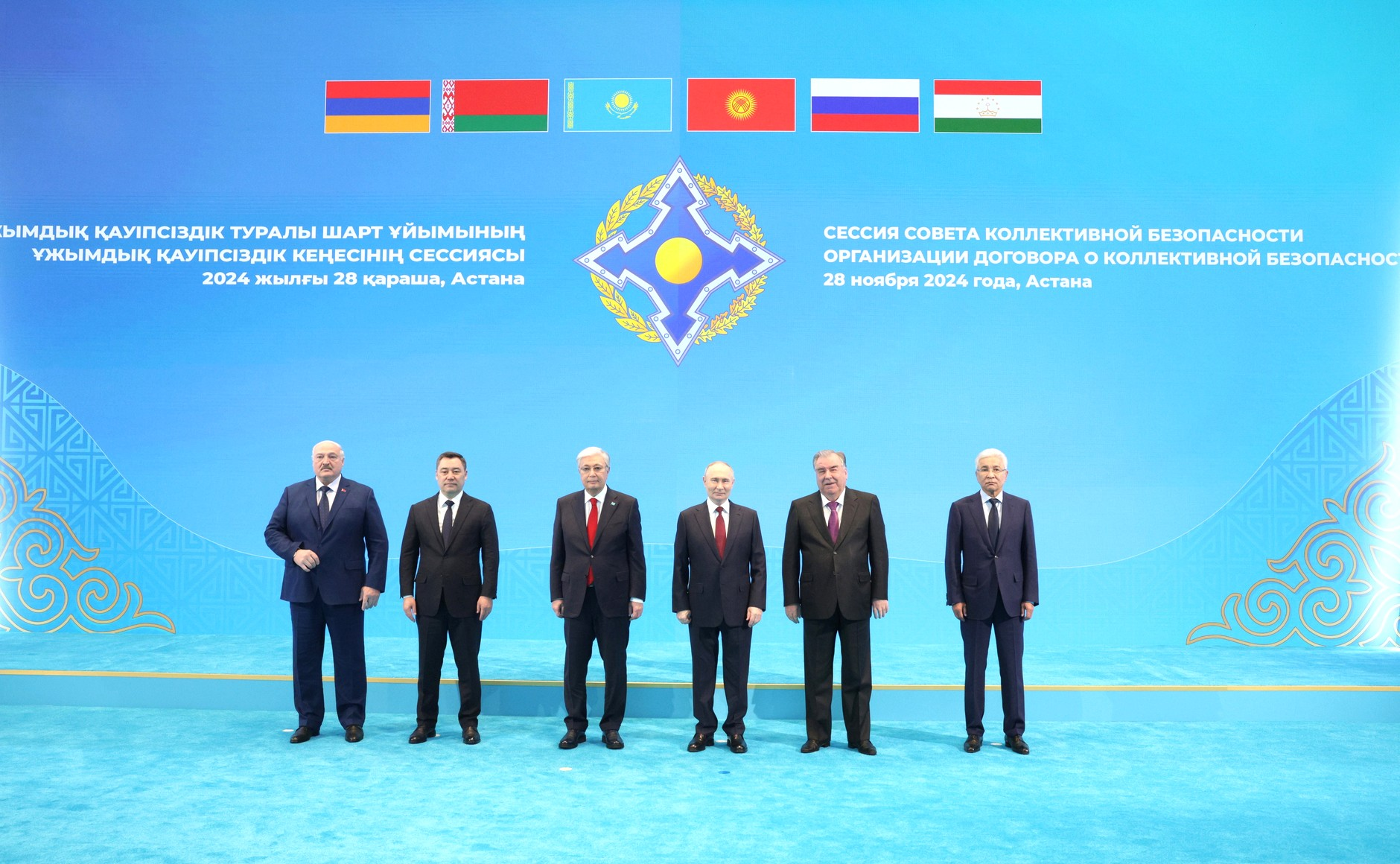
Tasmaghambetow (ganz rechts) auf einem Gipfeltreffen der OVKS 2024 mit den Staatschefs der Mitgliedsstaaten

Im November 2022 wurde er kommissarischer Generalsekretär der Organisation des Vertrags über kollektive Sicherheit (OVKS), einem von Russland geführten Militärbündnis zwischen mehreren früheren Mitgliedsstaaten der Sowjetunion. Hier trat er als erster Kasache in diesem Amt die Nachfolge von Stanislau Sas an. Am 1. Januar 2023 wurde er offiziell Generalsekretär der OVKS.
Nachdem am 6. März 2023 ein Interview mit ihm über den Ukrainekrieg in der russischen Zeitung Iswestija veröffentlicht wurde, geriet er in Kasachstan in die Kritik. In dem Interview sagte er, dass die OVKS im Falle einer Stationierung europäischer Friedenstruppen in der Ukraine mit gleichen Maßnahmen reagieren werde. Diese Aussage Tasmaghambetows führte zu heftigen Reaktionen vor allem in den sozialen Medien und zu Befürchtungen, dass auch Kasachstan eigene Soldaten in die Ukraine schicken müsste und so in den Krieg hineingezogen werden würde. Weiter wurde ihm vielfach eine pro-russische Haltung und die Weiterverbreitung von Kreml-Narrativen vorgeworfen. Tasmaghambetow sah sich genötigt, am 31. März eine Erklärung über seine eigenen Social Media-Kanäle zu veröffentlichen, in der er die Vorwürfe zurückwies.

## Persönliches
Imanghali Tasmaghambetow ist verheiratet. Mit seiner Frau hat er drei Kinder, zwei Töchter und einen Sohn. Seine älteste Tochter ist verheiratet mit Kenges Raqyschew, einem Geschäftsmann und einer der reichsten Menschen Kasachstans. Er hat einen Bruder und drei Schwestern.